# Салісіпан

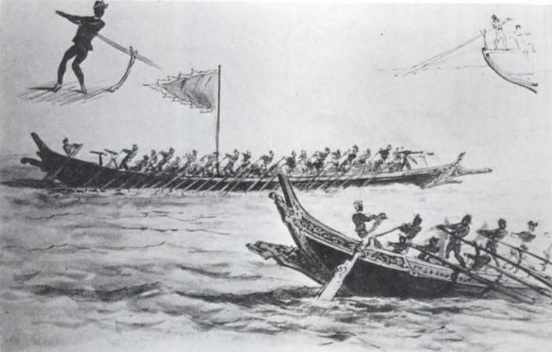
Іранунські салісіпани. Рафаель Монлеон 1890 рік

Салісіпан — довге та вузьке бойове каное народностей іранун і бангінгі (піратів моро) з архіпелагу Сулу на Філіппінських островах. Деякі салісіпани могли бути оснащені зовнішніми аутригерами, тоді як інші не мали їх.

## Опис
Головним чином салісіпани використовувалися для піратства і для грабіжницьких набігів на прибережні райони. Салісіпан мав довгий і вузький корпус, який сидів низько над водою. Човни приводились в рух веслярами, керувались за допомогою кормового весла і були достатньо легкими, щоб їх можна було витягнути на берег.
Салісіпани зазвичай були оснащені плетеними щитами з пальми ніпа, які встановлювались вздовж бортів, щоб захистити веслярів від стріл. Іноді вони також відомі під більш загальними термінами вінта, барото або какап.
Салісіпани переважно використовувались як допоміжні судна, які супроводжували великі кораблі-матки, такі як панджаджап, гарай і ланонг. Поява салісіпанів зазвичай вказувала на наявність поблизу великого рейдерського флоту.